# Smallville (1. évad)
A Smallville című amerikai televíziós sorozat első évadának sugárzását 2001. október 16-án kezdte meg a WB televíziós hálózat. A sorozat megalkotói Alfred Gough és Miles Millar. A sorozat cselekménye az ifjú Clark Kent (Tom Welling) még szuperhőssé válása előtti kalandjait követi nyomon a Smallville nevű kansas-i kisvárosban. A Smallville első évada huszonegy részt tartalmaz, melyből az utolsót 2002. május 21-én sugározta a WB. A sorozat első évadának nyolc főből állandó színészi gárdájának tagjai Tom Welling, Michael Rosenbaum, Kristin Kreuk, Annette O’Toole, John Schneider, III Sam Jones, Allison Mack és Eric Johnson.
Az első évad központi témája, hogy Jonathan és Martha Kent (Schneider és O’Toole) hogyan próbálja segíteni fogadott fiúkat, Clarkot (Welling) abban, hogy az elfogadja földönkívüli származását és megbirkózzon egyre növekvő emberfeletti képességeivel és az azzal járó felelősség és titkolózás súlyával. Clarknak szembe kell néznie a Smallville-ben felbukkanó meteorkövek által megfertőzött emberekkel, viszonzatlan szerelmével Lana Lang (Kreuk) iránt, valamint azzal, hogy titkát nem oszthatja meg legjobb barátaival, Pete Ross-szal (III Jones) és Chloe Sullivannel (Mack). Clark az évad kezdetén barátságot köt a városban kétes hírnévvel bíró milliomos, Lionel Luthor (John Glover) fiával, Lex Luthorral (Rosenbaum).
Az évad epizódjainak forgatása nagyrészt a kanadai Vancouverben, az utómunkálatok Los Angeles-ben zajlottak. Gough és Millar szorosan együttműködött az epizódok íróval és heti megbeszéléseket tartottak a történet további irányáról. A Smallville első évada során „a hét gonosztevője”-típusú epizódok túlsúlya jellemezte a sorozatot, melyeknek fontos elemét képezték a különleges látványelemek, a maszkok és a számítógéppel létrehozott hatások is. Az idő szorítása miatt a sorozatban feltűnő vendégszínészeknek gyakran kellett maguknak végrehajtani a veszélytelenebb kaszkadőrmutatványokat, akárcsak a sorozat állandó színészi gárdájának, akiknek ezzel szemben nem volt kifogásuk. Mivel a sorozat az évad első felében többször is átlépte az egyes epizódokra szánt költségvetését, szigorú ellenőrzést vezettek be ezen a téren. A Smallville pilot epizódja az új sorozatok körében a WB több nézettségi rekordját is megdöntötte, és több díjnak is a jelöltje, illetve nyertese lett. Bár az alkotókat idővel aggasztani kezdte „a hét gonosztevője”-epizódok túlsúlya, a kritikusok általában kedvezően ítélték meg az új sorozatot.

## Az epizódok listája
| # | Epizód címe                | Rendező                            | Író                               | Első amerikai sugárzás | Első magyar sugárzás |
| --- | -------------------------- | ---------------------------------- | --------------------------------- | ---------------------- | -------------------- |
| 1 | Meteoreső „pilot”          | David Nutter                       | Alfred Gough és Miles Millar      | 2001. október 16.      | 2002. május 8.       |
| Egy meteorzápor sújtja Smallville városát, mellyel egy kisfiú is megérkezik a Földre. A gyermeket Jonathan és Martha Kent veszi gondjába, akit Clarknak keresztelnek el. Tizenkét évvel később a kamasz Clark megpróbál napirendre térni földönkívüli származásával. Miután Clark egy baleset után megmenti Lex Luthor életét, a két fiatal hamar összebarátkozik. Clarkot egy bensőséges beszélgetés után Lana Langgel annak barátja, Whitney féltékenységében kegyetlenül megalázza egy iskola „hagyományt” követve. Jeremy Creek (Adrian McMorran), aki a meteorzápor óta kómában volt, magához tér és bosszúhadjáratot indít azok ellen, akik egykor bántották. Miután mindegyikkel végzett, azt tervezi, hogy a Smallville-i középiskola minden tanulóján is bosszút áll, de Clarknak sikerül őt időben megállítania.                                                      |                            |                                    |                                   |                        |                      |
| 2 | Metamorfózis Metamorphosis | Michael Watkins és Philip Sgriccia | Alfred Gough és Miles Millar      | 2001. október 24.      |                      |
| Greg Arkin (Chad Donella) autóbalesetet szenved meteorkő-fertőzött rovarjaival, amik kiszabadulnak és megcsípik őt. A támadás egy félig ember, félig rovar teremtménnyé változtatja át. A rohamos gyorsasággal zajló metamorfózisa során Greg elrabolja Lanát, akivel párosodni akar. Miután Clark beszél Whitney-vel, rájön hogy Greg hová vihette Lanát, és azonnal a lány megmentésére indul. A harc során Greg véletlenül végez saját magával. Mielőtt Clark visszatérhetne Lanához, Whiney is megérkezik, mintha ő maga mentette volna meg lányt. |                            |                                    |                                   |                        |                      |
| 3 | Forrófej Hothead           | Greg Beeman                        | Greg Walker                       | 2001. október 31.      |                      |
| Egy meteorköveket tartalmazó szauna Walt Arnold edzőt (Dan Lauria) pirokinetikus képességekkel ruházza fel. Miután több futballjátékost is csaláson kapnak, Chloe felfedezi maga az edző segédkezik a csalásban. Az edző felkéri Clarkot, hogy álljon be a csapatba, Clark pedig beleegyezik, apja szigorú tiltása ellenére. Clark az első meccse előtt kerül összetűzésbe az edzővel, miután az megpróbálta megölni Chloét, az iskola igazgatóját, és egy másik diákot, aki felfedte az igazságot a csalásokról. Az edző dühe eluralkodik saját maga felett és miközben Clarkkal harcol, saját magát is lángba borítja. |                            |                                    |                                   |                        |                      |
| 4 | Röntgen X-Ray              | James Frawley                      | Mark Verheiden                    | 2001. november 7.      |                      |
| Clarkban kezd kifejlődni a röntgenlátás képessége, miután Lex Luthor nekidobja egy üvegablaknak miközben kirabolja a helyi bankot. Miközben Lex elmenekül Clark egy zöld aurát lát Lex csontváza körül. Miután kiderül, hogy valaki utánozta Lex-et, a fiatalembert tisztázzák a gyanú alól. Clark megtanulja uralni új képességét, és felfedezi, hogy Tina Greer (Lizzy Caplan) képes bárkivé átalakulni, akivé csak akar. Miután röntgenlátásával a lány szekrényét is megvizsgálja, Clark megtalálja az ellopott pénzt is. Egy rövid összetűzés után Clark harcképtelenné teszi Tinát, akit a hatóságok letartóztatnak. Lex felbérli Roger Nixont (Tom O’Brien), az Inquisitor című lap riportrét, hogy derítse ki hogyan tudta túléli azt a balesetet, mely során megismerkedett Clarkkal.                                                                                  |                            |                                    |                                   |                        |                      |
| 5 | Hideg Cool                 | James A. Contner                   | Michael Green                     | 2001. november 14.     |                      |
| Egy buli során a Crater-tó mellett Sean Kelvin (Michael Coristine) beleesik a befagyott tóba, melyből a tó fenekén heverő meteorkövek hatására csillapíthatatlan éhséggel tér vissza a meleg iránt. Hogy megőrizze testhőmérsékletét, Sean mindenkiből kiszívja a hőt, akivel csak találkozik. Mikor Sean Chloét akarja megtámadni, Clark ott terem és megmenti a lányt. Clark a Luthor birtokon talál rá Seanra, aki Clarkból is kiszív minden hőt. Clark teste idővel túlteszi magát a hőveszteségen és még időben sikerül megfékeznie Seant, mikor Marthára akar támadni, aki a farmjuk anyagi problémái miatt keresi fel Lex-et a birtokoton. A harc során Clark a tóba dobja Seant, ami azonnal befagy, magába zárva Seant is. |                            |                                    |                                   |                        |                      |
| 6 | Homokóra Hourglass         | Chris Long                         | Doris Egan                        | 2001. november 21.     |                      |
| Clark találkozik egy vak nővel, Cassandra Carverrel (Jackie Burroughs), akinek ha megérint valakit víziói támadnak a jövőről. Mikor megérinti Clarkot, mindketten a fiatalembert látják, akit szerettei sírkövei vesznek körül. Miután Lex beszélt Clarkkal, ő is meglátogatja Cassandrát, aki miután megérinti Lex-et, a víziójában vér lát hullani az égből. Harry Bollston (George Murdock), az öregek otthonának egyik lakója beleesik egy meteorkövek által fertőzött tóba, aminek hatására megfiatalodik. Harry (Eric Christian Olsen) fiatalságát arra használja, hogy bosszút álljon azoknak az esküdteknek a gyermekein, akik miatt évtizedekkel ezelőtt gyilkosságért elítélték. Az egykori esküdtek között volt Jonathan apja is. Clarknak sikerül megfékeznie Harry-t, aki meg akarja ölni Marthát, akit Jonathan helyett talált otthon.                            |                            |                                    |                                   |                        |                      |
| 7 | Ragadozóbáj Craving        | Philip Sgriccia                    | Michael Green                     | 2001. november 28.     |                      |
| Jodi Melville (Amy Adams) megelégelte túlsúlyos testalkatát, ezért saját diétát dolgoz ki magának, melynek alapját meteorkövek által fertőzött zöldségek képezik. A diéta miatt rohamosan kezd súlyt veszteni, amin csak úgy képes úrrá lenni, ha az emberekből kiszívja a zsírt, hogy azzal csillapítsa éhségét. Mikor Pete megérkezik, hogy elkísérje őt az iskolai bálba, Jodi belőle is megpróbál táplálkozni. Chloe és Clark rájön a lány titkára, Clark pedig Jodi házához siet, hogy megmentse Pete-et. Clarknak sikerült megfékeznie a lányt, akinek pedig gondoskodik megfelelő segítségről, hogy az vissza tudja szerezni egészséges testsúlyát. Lex-nek felkelti a figyelmét a meteorkövek hatása, és támogatni kezd egy, a hatásukat tanulmányozó kutatást. |                            |                                    |                                   |                        |                      |
| 8 | Remegés Jitters            | Michael Watkins                    | Cherie Bennett és Jeff Gottesfeld | 2001. december 11.     |                      |
| A LuthorCorp meteorkövekkel kísérletezik és a hatásuknak kitett Earl Jenkins (Tony Todd) súlyos rohamoktól szenved. Egy iskolai kiránduláson alkalmával az üzembe Earl túszul ejti Clarkot és a osztálytársait, és azt követeli, hogy vigyék el az üzem „3-as Szintjére”, egy titkos kutatórészlegbe, hogy ott megkeresse a gyógymódra. Clark rátalált a 3-as Szintre, Lex pedig kicseréli magát a túszokra. Clark elmondja felfedezését Earlnek és Lex-nek, de Earl rohama mindhármukat életveszélybe sodorja. Clarknak sikerül megóvnia mindannyiukat, Lex pedig bejelenti, hogy a LuthorCorp fel fogja kutatni a gyógymódot Earl számára. |                            |                                    |                                   |                        |                      |
| 9 | Ármány Rogue               | David Carson                       | Mark Verheiden                    | 2002. január 15.       |                      |
| Sam Phelan (Cameron Dye), egy korrupt metropolis-i rendőr szemtanúja lesz, ahogyan Clark a képességeit használja és úgy dönt megzsarolja a fiút. Mikor Clark becsapja őt, Phelan Jonathant gyilkosság vádjával letartóztatja, és arra kényszeríti Clarkot, hogy segítsen neki Nagy Sándor felbecsülhetetlen értékű mellvértjét. Clark ismét túljár Phelan eszén és riasztja a biztonsági szolgálatot. Phelant lelövik, miközben fegyver segítségével próbált elmenekülni. A Jonathan elleni vádakat Lex ügyvédjének köszönhetően ejtik. Lex és régi szerelme, Victoria Hardwick (Kelly Brook) tervet szőnek, hogy átvegyék szüleik vállalatait. |                            |                                    |                                   |                        |                      |
| 10 | Láthatatlanul Shimmer      | D.J. Caruso                        | Mark Verheiden és Michael Green   | 2002. január 29.       |                      |
| Amy Palmer (Azura Skye) Lex megszállottja. Miután felfedezi, hogy Lex rózsái egy láthatatlanná tevő folyadékot választanak ki, valaki megpróbálja Lex tudomására hozni, hogy Victoria nem való hozzá. Victoria kénytelen kimenekülni a házból, mikor valaki láthatatlanul megpróbál végezni vele. A támadással Amy-t gyanúsítják, mikor megtalálják nála Lex kedvenc óráját, amit még édesanyja adott neki. A támadásokért azonban nem Amey, hanem testvére, Jeff (Kett Turton) a felelős. Clark a Lutor birtokon kerül szembe Jeffel, akit sikerül ártalmatlanná tennie. |                            |                                    |                                   |                        |                      |
| 11 | Kézfogás Hug               | Chris Long                         | Doris Egan                        | 2002. február 5.       |                      |
| Bob Rickman (Rick Peters) képes bárkire ráerőltetni az akaratát a meteorkövekkel való évekkel korábbi balesete eredményeképpen. Azt tervezi, hogy egy új üzemet létesít Smallville-ben, ehhez pedig a Kent farmra is szüksége van. Képességeit felhasználva meggyőzi Jonathant, hogy adja el neki a farmot. Clark Kyle Tippet (Gregory Sporleder) segítségét kéri, mikor megtudja, hogy a férfi Rickmannel volt a meteoreső idején. Rickman ráveszi Lex-et, hogy ölje meg Clarkot és Kyle-t. Miközben Clarkot lefoglalja Lex támadása, Kyle, aki hasonló képességekkel bír mint Rickman, arra kényszeríti őt, hogy legyen öngyilkos. |                            |                                    |                                   |                        |                      |
| 12 | Pióca Leech                | Greg Beeman                        | Timothy Schlattmann               | 2002. február 12.      |                      |
| Egy iskolai kirándulás során Clarkot és egy osztálytársát, Eric Summers-t (Shawn Ashmore) villámcsapás ér, miközben Eric egy meteorkövet tart a kezében. Clark képességei átvándorolnak Eric-be, így Clarknak teljesül az álma, hogy hétköznapi életet élhessen. Eric kezdetben jóra használja újonnan szerzett erejét, de hamarosan elkezd visszaélni vele. Clark úgy dönt, hogy inkább feláldozza a normális élet lehetőségét, mint hogy hagyja, hogy Eric bárkit is bántson. Clark abban reménykedik, hogy Eric az erejével együtt gyengeségét is átvette, és egy elektromos generátor közelében egy meteorkő segítségével csap össze vele, hogy megfordítsa a folyamatot. Lex becsapja Victoriát, aki ugyanezt tervezte vele, és apja vállalatával egy értéktelen kutatólabort vásároltat meg. A rossz üzlet miatt a LuthorCorp könnyedén felvásárolhatja a Hardwick céget. |                            |                                    |                                   |                        |                      |
| 13 | Kinetikus Kinetic          | Robert Singer                      | Philip Levens                     | 2002. február 26.      |                      |
| Három exsportoló a meteorkövekből készített tetőválások hatására képessé válik, hogy átmenjen a szilárd anyagokon. Képességüket felhasználva bankokat rabolnak ki. Clark szembeszáll a rablókkal, de gyengesége miatt a meteorkövekkel szemben képtelen felülkerekedni rajtuk. A rablók úgy döntenek, hogy Whitney-t is beveszik a csapatba, aki nemrégiben kezdett velük találkozgatni, miután elveszítette futball-ösztöndíját. Whintey-nek azonban nem tetszik a dolog. Clark segít Whitney-nek és Lex-nek, akit a rablók zsarolni kezdtek, és ismét szembeszáll velük. Mivel azok ereje a szérum túlzott igénybevétele miatt gyengülni kezd, Clarknak sikerül legyőznie őket. |                            |                                    |                                   |                        |                      |
| 14 | Zero                       | Michael Katleman                   | Alfred Gough és Miles Millar      | 2002. március 12.      |                      |
| Lex-et múlta kísérti, mikor a halottnak hitt Jude Royce (Corin Nemec) három év után visszatér és elrabolja őt. Jude kínozni kezdi Lex-et, hogy kikényszerítse belőle a vallomást, miszerint eltussolták a halálát. Kiderül, hogy az egész hátterében Jude volt menyasszonyának testvére áll, aki felbérelt valakit, akit Jude képmásává operáltak. Rothman húga öngyilkossága miatt Lex-et hibáztatja, akit ezért meg akar büntetni. Clarknak sikerül megmentenie Lex-et, de barátja múltja nyugtalanítja őt. Egy iskolai feladat közben Chloe véletlenül felfedezi, hogy Clarkot örökbefogadták, ami feszültséget okot kettejük között. |                            |                                    |                                   |                        |                      |
| 15 | Nikodémusz Nicodemus       | James Marshall                     | Michael Green                     | 2002. március 19.      |                      |
| Dr. Steven Hamilton (Joe Morton) a meteorkövek segítségével feltámaszt egy száz éve kihalt mérhető virágot, a Nikodémuszt. Ha valaki kapcsolatba kerül a virág által kiválasztott nedvvel, minden gátlását elveszíti. Jonathan, Lana és Pete mind megfertőződnek a méreganyaggal, aminek hatására teljesen megváltozik a viselkedésük. Clark igyekszik meggátolni őket abban, hogy kárt tegyenek másokban vagy saját magukban. Valamivel a fertőzés után mindhárman kómába esnek. Lex felháborodott, hogy dr. Hamilton egy virág feltámasztására használta a támogatását és az idejét, és megbíz egy kutatócsapatot az ellenszer kidolgozásával. |                            |                                    |                                   |                        |                      |
| 16 | Kóbor kölyök Stray         | Paul Shapiro                       | Philip Levens                     | 2002. április 16.      |                      |
| Ryan James (Ryan Kelley) egy fiatal fiú, aki képes olvasni mások gondolataiban. A fiút mostohaapja arra kényszeríti, hogy képessége segítségével üzleteket raboljanak ki. Ryan megszökik, akit a Kent család fogad be, nem tudva annak képességeiről. Ryan rögtön kötődni kezd Clarkhoz, aki a saját szuperhősének tekint. Ryan mostohaapja rátalál a fiúra Smallville-ben, és elrabolja őt. Ryan képességégét arra akarja felhasználni, hogy Lex bankszámlájáról pénzt lopjon. Clarknak sikerül megmentenie a fiút, még mielőtt mostohaapja végezne vele. Ryant ezután nagynénje veszi magához. |                            |                                    |                                   |                        |                      |
| 17 | Kaszás Reaper              | Terrence O’Hara                    | Cameron Litvack                   | 2002. április 23.      |                      |
| Tyler Randall (Reynaldo Rosales), miközben megpróbál segédkezni haldokló anyja öngyilkosságában, véletlenül kiesik egy ablakon és egy meteorkő fúródik a csuklójába mikor belehal a zuhanásba. Mikor a halottkém eltávolítja a meteorkövet, Tyler feltámad és olyan képességre tesz szert, hogy akihez, vagy amihez hozzáér azonnal elhamvad. Tyler meggyőződve arról, hogy jót cselekszik, megpróbálja megszabadítani a szenvedéseitől Whintey haldokló apját. Clark még időben érkezik, hogy megfékezze őt, és elmondja neki, hogy az édesanyja még életben van. Tyler, azt gondolva, hogy anyja nem lenne képes elfogadni azt, amivé lett, kioltja a saját életét. |                            |                                    |                                   |                        |                      |
| 18 | Méhkirálynő Drone          | Michael Katleman                   | Michael Green és Philip Levens    | 2002. április 30.      |                      |
| A diáktanács választás alkalmával Pete benevezi Clarkot, aki először nem lelkesedik az ötletért, de idővel megbarátkozik vele. Egyik ellenfele, Sasha Woodman (Shonda Farr) nem kedveli a vetélytársakat, és egy raj méhet küld azok ellen, aki részt vesznek a választáson. A méhek végül Sasha ellen fordulnak és őt is megtámadják. Lionel egy újságíróval egy befeketítő cikket akar megjelentetni fiáról, de Lex megvesztegeti a nőt azzal, hogy szerkesztői állást ajánl neki. Lana megpróbálja megmenteni a Talont és feljelenti az új versenytárs kávézót az egészségügyi felügyeletnél. |                            |                                    |                                   |                        |                      |
| 19 | Telekinézis Crush          | James Marshall                     | Alfred Gough és Miles Millar      | 2002. május 7.         |                      |
| Miután egy cserbenhagyásos gázolás következtében Justin Gaines (Adam Brody) keze, mellyel rajozni szokott használhatatlanná válik, kialakul benne a telekinézis képessége. Justin ezt a képességét arra használja, hogy bosszút álljon. Chloét felhasználva megtudja, hogy ki ütötte el és elindul, hogy megölje őt. Justin megöli Kwan igazgatót (Hiro Kanagawa), akiről azt hiszi, hogy ő volt a vezető, majd Chloe ellen fordul, mikor az rájön, hogy mit tett. Clarknak sikerül megfékezni a fiút, mielőtt az bánthatná Chloét. Whitney apja, aki már régóta szívpanaszokkal küzd, meghal. |                            |                                    |                                   |                        |                      |
| 20 | Más szemén át Obscura      | Terrence O’Hara                    | Mark Verheiden és Michael Green   | 2002. május 14.        |                      |
| Egy meteorkövek közelében bekövetkező robbanás hatására, Lana képessé válik mások szemén keresztül látni. A lány egy ismeretlen férfi szemét keresztül tanúja lesz, ahogyan az elrabolja Chloét. Clark és új képessége segítségével megpróbál Chloe nyomára bukkanni. Az emberrablóról kiderül, hogy egy rendőr, aki így próbál gyors előléptetéshez jutni. Whitney megtalálja édesapja néhány katonai kitüntetését, melyet jelnek tekint, hogy valójában mit is kell kezdenie az életével. Lex tudomást szerez a meteorzápor alatt lezuhant űrhajóról, és rátalál egy ismeretlen ötvözetből készült nyolcszögletű lemezre. |                            |                                    |                                   |                        |                      |
| 21 | Szélvihar Tempest          | Greg Beeman                        | Philip Levens és Alfred Gough     | 2002. május 21.        |                      |
| Lionel Luthor bezárja smallville-i üzemét és annak felelősségét fiára hárítja. Lex megpróbálja rávenni az alkalmazottakat, hogy az ő támogatásával vásárolják fel az üzemet. Whitney úgy dönt, hogy elhagyja Smallville-t és bevonul tengerészgyalogosnak. Roger Nixon felfedezi Clark titkát és azt nyilvánosságra akarja hozni. Miközben Lana hazafelé tart a buszállomásról, ahol elbúcsúzott Whitney-tól az egyre hevesebb szélvihar miatt árokba borul a kocsijával. Mikor Clark az iskolabálon értesül a viharriadóról, elrohan hogy megkeresse Lanát. A lányt kocsijával együtt beszippantja egy tornádó, Clark pedig követi őt. |                            |                                    |                                   |                        |                      |